# Parco giochi con pena di morte
Parco giochi con pena di morte è una raccolta, edita in Italia nel 2001, di brevi saggi, reportage di viaggio e racconti di fantascienza di William Gibson e Bruce Sterling già pubblicati su riviste, siti web e pubblicazioni varie; il titolo coincide con quello del primo saggio della raccolta (Disneyland with the Death Penalty), scritto da William Gibson nel 1993.

## Trama
Il libro è suddiviso in quattro capitoli: Frammenti della città continua, Cyberodissee, Il potere della tecnologia e la tecnologia del potere e, in ultimo, Scrivere il futuro: fantascienza e cyberpunk.

### Frammenti della città continua

#### Parco giochi con pena di morte
In questo reportage, pubblicato originariamente sulla rivista Wired nell'aprile 1993 con il titolo Disneyland with the Death Penalty, lo scrittore William Gibson descrive la Singapore contemporanea mettendone in risalto la maniacale attenzione all'ordine e pulizia degli abitanti e delle istituzioni, mettendo a confronto queste caratteristiche con il disordine di Hong Kong e in particolare con l'anarchia della Città murata di Kowloon.

#### La stanza di Skinner
Questo racconto breve di William Gibson è stato pubblicato per la prima volta nel catalogo della mostra Visionary San Francisco organizzata nell'agosto del 1990 al San Francisco Museum of Modern Art e successivamente ristampato sulla rivista Omni nel novembre del 1991 in una versione rielaborata. Il racconto, dal titolo originale Skinner's Room, è ambientato nello stesso continuum narrativo della trilogia del ponte e racconta l'occupazione del Bay Bridge da parte di squatters in un futuro prossimo.

#### La città ricombinante
Titolo originale The Recombinant City, è l'introduzione di William Gibson al romanzo Dhalgren dello scrittore Samuel R. Delany nell'edizione pubblicata negli Stati Uniti nel 1996.

#### La città virtuale
Titolo originale The Virtual City, è la trascrizione del discorso di Bruce Sterling alla convention di designer tenutasi ad Houston nel marzo del 1994. Il discorso verte sull'impatto che le nuove tecnologie informatiche hanno sulla comunicazione e sulla progettazione urbanistica.

#### Mezzanotte in rue Jules Verne
Scritto da Bruce Sterling con il titolo originale Midnight on the Rue Jules Verne, è un saggio sulla vita dello scrittore francese pubblicato nell'inverno del 1987 sul primo numero della rivista Science Fiction Eye.

#### Ritorno in rue Jules Verne
È un saggio di Bruce Sterling pubblicato nell'estate del 1993 sulla rivista Science Fiction Eye con il titolo originale Return to the Rue Jules Verne. Descrive l'ambiente Bohemien in cui visse lo scrittore Jules Verne e l'avventurosa vita di alcuni protagonisti di quel periodo: il disegnatore, fotografo e pioniere dell'aviazione Nadar, Baudelaire e il critico ribelle Théophile Gautier.

### Cyberodissee

#### Academy Leader
Scritto da William Gibson, è stato pubblicato per la prima volta nel 1991 su Cyberspace: First Steps. Il testo, un omaggio allo stile di William S. Burroughs, è un collage in cui si riconoscono brani tratti dai racconti La stanza di Skinner, Darwin (1990) e da un articolo scritto nel 1989 per la rivista Rolling Stone dal titolo Radio Razzo. Il brano si apre con un ermetico riferimento all'ispettore Lee, protagonista della trilogia Nova di Burroughs.

#### La mia Rihla
Scritto da Bruce Sterling e pubblicato per la prima volta sul numero di agosto del 1990 della rivista Science Fiction Eye con il titolo di My Rihla. Racconta la vita e le avventure del letterato e viaggiatore marocchino Abu Abdallah Ibn Battuta, conosciuto anche come il "Marco Polo dell'Islam" che affermò di aver viaggiato tra il 1325 e il 1354 per oltre centomila chilometri.

#### Arte e corruzione
Scritto da Bruce Sterling con il titolo originale di Art and Corruption, è stato pubblicato nel gennaio del 1998 sulla rivista Wired. È una descrizione del fermento artistico di San Pietroburgo durante il secondo mandato presidenziale di Boris El'cin, contemporaneamente alla privatizzazione selvaggia di quel periodo e l'avvento al potere economico di affaristi noti come i "Sette banchieri". Il sistema economico sovietico, crollato a seguito della politica di Anatolij Chubais e al suo piano "prestiti per azioni", lascia vuote le casse nazionali e instaura un illegale ma tollerato sistema di corruzione per il sostentamento dei lavoratori non più pagati dallo Stato. Campagne denigratorie lanciate contro avversari politici sono un'arma molto diffusa e portata avanti da agenzie specializzate in disinformacija assoldate illegalmente. Nel marasma sociale di questo periodo emergono avanguardie artistiche che da San Pietroburgo, capitale culturale russa, si espandno rapidamente: gli Akvarium del musicista e guru Boris Grebenščikov, l'"associazione artistica radicale autosufficiente" degli squatters Raverniks, coagulano intorno a loro lo spirito avanguardista dei giovani artisti pietroburghesi che si raccolgono in locali come il Fish Fabrique. La città, dentro cui si agita lo spirito innovativo artistico moderno, trova tuttavia sostentamento grazie al turismo e si trova quindi costretta a una sorta di celebrazione del periodo zarista e delle opere d'arte e straordinarie architetture di quel periodo storico che ancora oggi attirano milioni di visitatori da tutto il mondo.

#### Il trionfo dei Plastic People
Questo reportage di viaggio di Bruce Sterling su Praga, pubblicato nel gennaio del 1995 sulla rivista Wired con il titolo di The Triumph of the Plastic People, è un pretesto per raccontare come le nuove tecnologie giocarono un ruplo importante per il buon esito della rivoluzione di velluto; in particolare l'utilizzo di reti di computer collegati telefonicamente con modem e la samizdat permisero agli studenti cecoslovacchi di diffondere le proprie idee, contribuendo a rovesciare il regime comunista. Le tecnologie informatiche erano così poco diffuse da non poter essere sottoposte a censura. La democrazia cecoslovacca vide nel drammaturgo, saggista e poeta Václav Havel il suo primo Presidente, confermando così la vocazione letteraria del Paese in generale e della sua Capitale in particolare. Antesignano del movimento di rivolta fu il gruppo rock-hippie "The Plastic People of the Universe" famoso per le sue canzoni di protesta; l'arresto dei suoi membri nel 1976, ad opera dalla polizia ceca, sollevò l'indignazione popolare e portò alla fondazione dei primi movimenti dissidenti, tra cui Charta 77.

#### Lo spirito del mega
In questo articolo di Bruce Sterling, scritto per la rivista Wired  del luglio del 1998 con il titolo di The Spirit of Mega, l'autore descrive gli sforzi prodotti per costruire opere ciclopiche come la Torre Eiffel di Parigi, il Large Electron-Positron Collider del CERN, l'hub del nuovo Aeroporto Internazionale di Hong Kong, costruito su terreno paludoso, lo skyline di Pudong a Shanghai e i suoi imponenti grattacieli, la diga di Xiaowan sul fiume Mekong e l'abbandonato progetto del Superconducting Super Collider con i suoi ventiquattro chilometri di tunnel abbandonati nel deserto texano e occultati sotto la sabbia.

#### La nazione invisibile
Un saggio su Cipro, sulla sua storia moderna e sulla guerra civile scatenata dall'odio tra le due etnie di origini greche e turche, che ha causato la divisione dell'isola in due stati: la Repubblica di Cipro e la Repubblica Turca di Cipro del Nord. Si descrive anche la peculiare storia della città fantasma di Maraş/Varosia, abbandonata precipitosamente dai greco ciprioti ma mai occupata dai turchi e rimasta per anni nel limbo della terra di nessuno. Scritto da Bruce Sterling per il numero di agosto del 1999 della rivista Wired, pubblicato con il titolo originale di One Nation, Invisible.

### Il potere della tecnologia e la tecnologia del potere

#### Radio Razzo
Articolo scritto da William Gibson, pubblicato nel giugno del 1989 nella rivista Rolling Stone; è un saggio sulla precoce obsolescenza delle nuove tecnologie.

#### Morto che canta
Breve scritto di William Gibson sulla memoria e sul trascorrere del tempo. Pubblicato nel supplemento al numero di novembre del 1998 della rivista Forbes con titolo Dead Man Sing.

#### Appunti di lavorazione
Pubblicato nel 1995 con il titolo originale di Note on a Process sul numero di giugno della rivistaWired, è un breve resoconto di William Gibson sulle sue esperienze durante la lavorazione del film Johnny Mnemonic, tratto dal racconto Johnny Mnemonico dello stesso Gibson.

#### Memorie dell'era spaziale
Saggio di Bruce Sterling sul tramontato sogno spaziale sovietico, sullo stato di abbandono delle infrastrutture e delle basi di lancio dell'est, segretissime durante il loro utilizzo per le missioni Sputnik e Vostok, e dell'obsolescenza delle tecnologie impiegate a bordo della stazione spaziale russa Mir. Pubblicato nella primavera del 1996 sulla rivista Science Fiction Eye con il titolo di Memories of a Space Age.

#### Ripensando la rivoluzione digitale
Saggio di Bruce Sterling pubblicato nel febbraio del 1997 sulla rivista Communications of the ACM con il titolo The Digital Revolution in Retrospect, è una riflessione sul futuro dell'informatica e sull'effimero destino delle informazioni registrate dai computers.

#### La Rete è una perdita di tempo
Breve testimonianza di William Gibson sul suo rapporto con Internet, pubblicato nel luglio del 1996 sul New York Times con il titolo The Net Is a Waste of Time.

#### Ossessione
Scritto da William Gibson e pubblicato sulla rivista Wired nel gennaio del 1999 con il titolo di My Obsession. L'autore raccontando la sua ossessione per l'acquisto di orologi su EBay, coglie l'occasione per spiegare i meccanismi che stanno diretro alle aste online.

#### E-text
Saggio di Bruce Sterling sulle pubblicazioni elettroniche che, nella primavera del 1999, stagione in cui l'opera è stata pubblicata sulla rivista Science Fiction Eye, erano ancora un'innovazione non molto diffusa tra i lettori.

#### Poliziotto buono, hacker cattivo
Articolo di Bruce Sterling sulla necessità degli Stati di arginare i crimini informatici. Nell'anno di pubblicazione questo tipo di reati rappresentava una novità. Fu pubblicato sulla rivista Wired nel maggio del 1995 con il titolo diGood Cop, Bad Hacker.

#### Dichiarazione di principio
Saggio di Bruce Sterling sui crimini informatici e sulla necessità di arginare con giudizio e fermezza questi reati. L'autore sottolinea la necessità che le forze dell'ordine evitino di spettacolarizzare gli arresti e di eccedere nella repressione dei reati minori, purché condotti senza fini di lucro e senza danni a terzi. Pubblicato nel giugno del 1992 sulla rivista Science Fiction Eye con il titolo di A Statement of Principle.

#### Giocattoli duri per tempi duri
Articolo scritto da Bruce Sterling di ritorno dalla convention biennale sull'amministrazione carceraria tenutasi a Detroit nel 1998. Tenuto conto dello straordinario numero di carcerati nelle prigioni statunitensi (alla metà del 1997 il numero conteggiato dall'Amministrazione carceraria degli Stati Uniti ammontava a 1,8 milioni di reclusi) e del loro aumento stimato, la produzione e la vendita di ausili di sicurezza Hi tech per le guardie carcerarie e di innovativi strumenti di controllo dei detenuti è un mercato fiorente. Pubblicato nel novembre del 1998 sulla rivista Wired con il titolo Hardware for Hard Time.

#### Non ho neppure un modem
Trascrizione integrale dell'intervista di Dan Josefsson a William Gibson, andata in onda sulla rete televisiva svedese AB nel 1995 con il titolo I Don't Even Have a Modem.

### Scrivere il futuro: fantascienza e cyberpunk

#### Un secolo di fantascienza
Saggio sulla fantascienza di Bruce Sterling, pubblicato sul numero del 29 marzo 1999 del settimanale Time con il titolo A Century of Science Fiction. L'autore afferma che gli scrittori di fantascienza del ventesimo secolo sono stati influenzati, nelle loro visionarie storie, dagli avvenimenti della loro epoca e che pochi di loro hanno predetto ilfuturo con precisione; le congetture di George Orwell e di Aldous Huxley non si sono avverate, e neanche quelle di Robert A. Heinlein. Nel romanzo Largo! Largo!, da cui è stato tratto il film 2022: i sopravvissuti, Harry Harrison  immagina un mondo drammaticamente sovrappopolato, previsione questa smentita dai fatti. Tra i vari scrittori l'unico che ha veramente colto nel segno con le sue previsioni, secondo Sterling, è stato J. G. Ballard.

#### La versione di Updike
Saggio critico sull'opera dello scrittore John Updike scritto da Bruce Sterling e pubblicato sulla rivista Science Fiction Eye nel marzo 1988 con il titolo di Updike's Version.

#### Introduzione alla ristampa di "The Artificial Kid"
Scritto da William Gibson per la riedizione del 1997 del romanzo di Bruce Sterling per la casa editrice Hardwired, pubblicato con il titolo Foreword to the Reissue of Bruce Sterling's "The Artificial Kid".

#### Prefazione a "La notte che bruciammo Chrome"
Scritto da Bruce Sterling per la riedizione del 1994 della raccolta di racconti del collega William Gibson, pubblicato dalla casa editrice ACE Books con il titolo Preface to William Gibson's "Burning Chrome".

#### Cyberpunk negli anni Novanta
Saggio critico di Bruce Sterling sul futuro della corrente letteraria cyberpunk, pubblicato sul numero di giugno 1991 della rivista britannica Interzone con il titolo Cyberpunk in the Ninenties.

#### Il futuro? Meglio non conoscerlo
Articolo di Bruce Sterling pubblicato sulla webzine Hotwired nel novembre del 1995 con il titolo di The Future? You Don't Want to Know. È un atto d'accusa contro gli Stati per la loro pigrizia nell'intercettare i cambiamenti della società e pianificare il futuro.

#### Una mistica danza di dati
An Interview with William Gibson è un'intervista di Larry McCaffery a William Gibson pubblicata in rete nel 1986. Lo scrittore spiega l'origine delle sue idee per i romanzi, del concetto di cyberspazio, elencando gli autori che lo hanno maggiormente ispirato.

## Edizioni
- William Gibson e Bruce Sterling, Parco giochi con pena di morte, a cura di Stefania Benini, Piccola biblioteca Oscar, Mondadori, 2001,  p. 475, ISBN 88-04-49552-9.